# Patrice Guers
Patrice Guers (* 5. září 1969 Annecy) je francouzský baskytarista nejvíce známý svým působením v italských skupinách Rhapsody of Fire, Luca Turilli's Rhapsody a Turilli/Lione Rhapsody. Ve skupině Rhapsody of Fire působil od roku 2002 do roku 2011, kdy se spolu s několika dalšími spoluhráči od kapely oddělil a odešel do skupiny Luca Turilli's Rhapsody. Z té se po jejím zrušení v roce 2018 přesunul do Turilli/Lione Rhapsody. Na basovou kytaru začal hrát ve čtrnácti letech.